# Czeladź (służba)

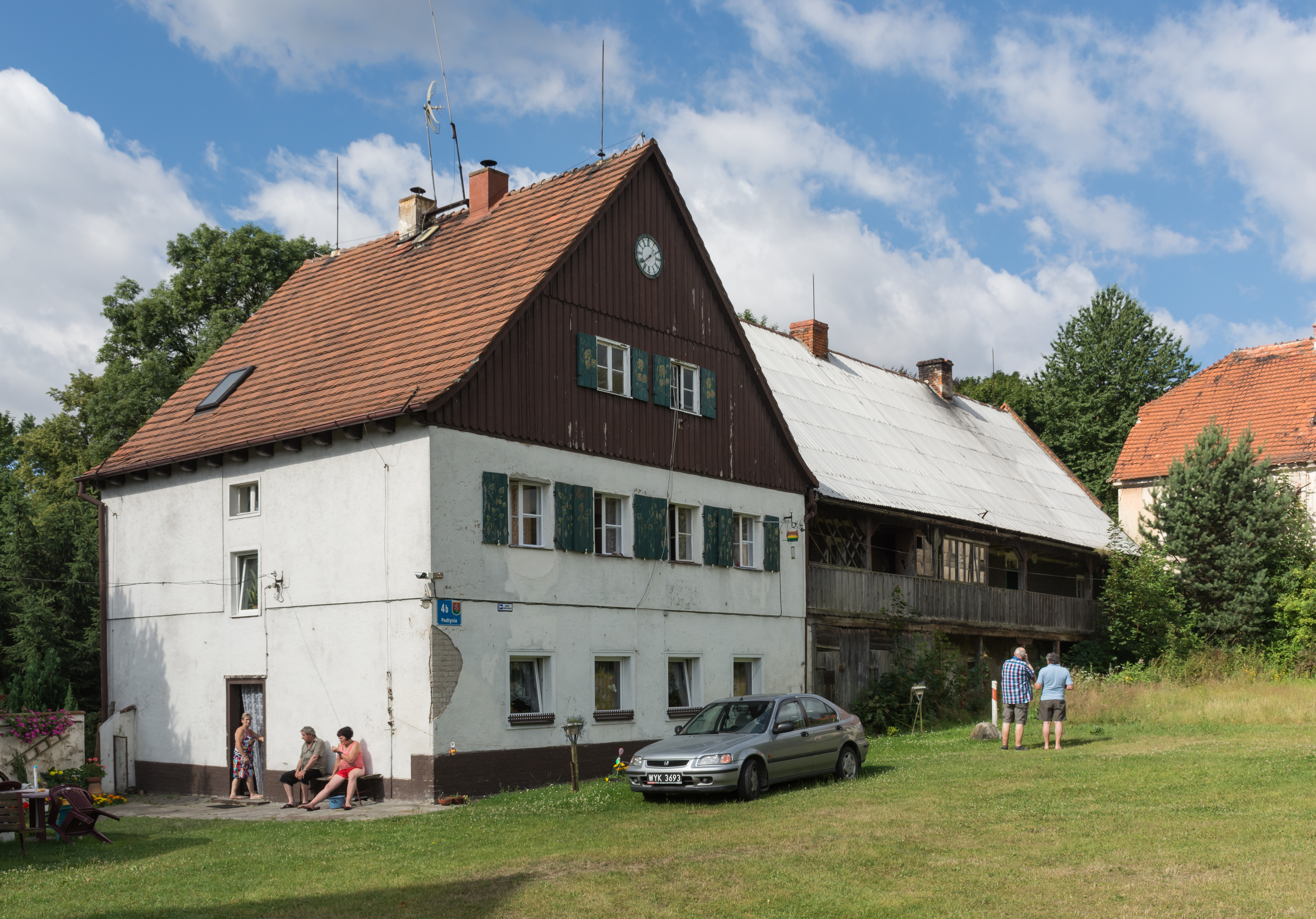
Dawny dom czeladny w Podtyniu

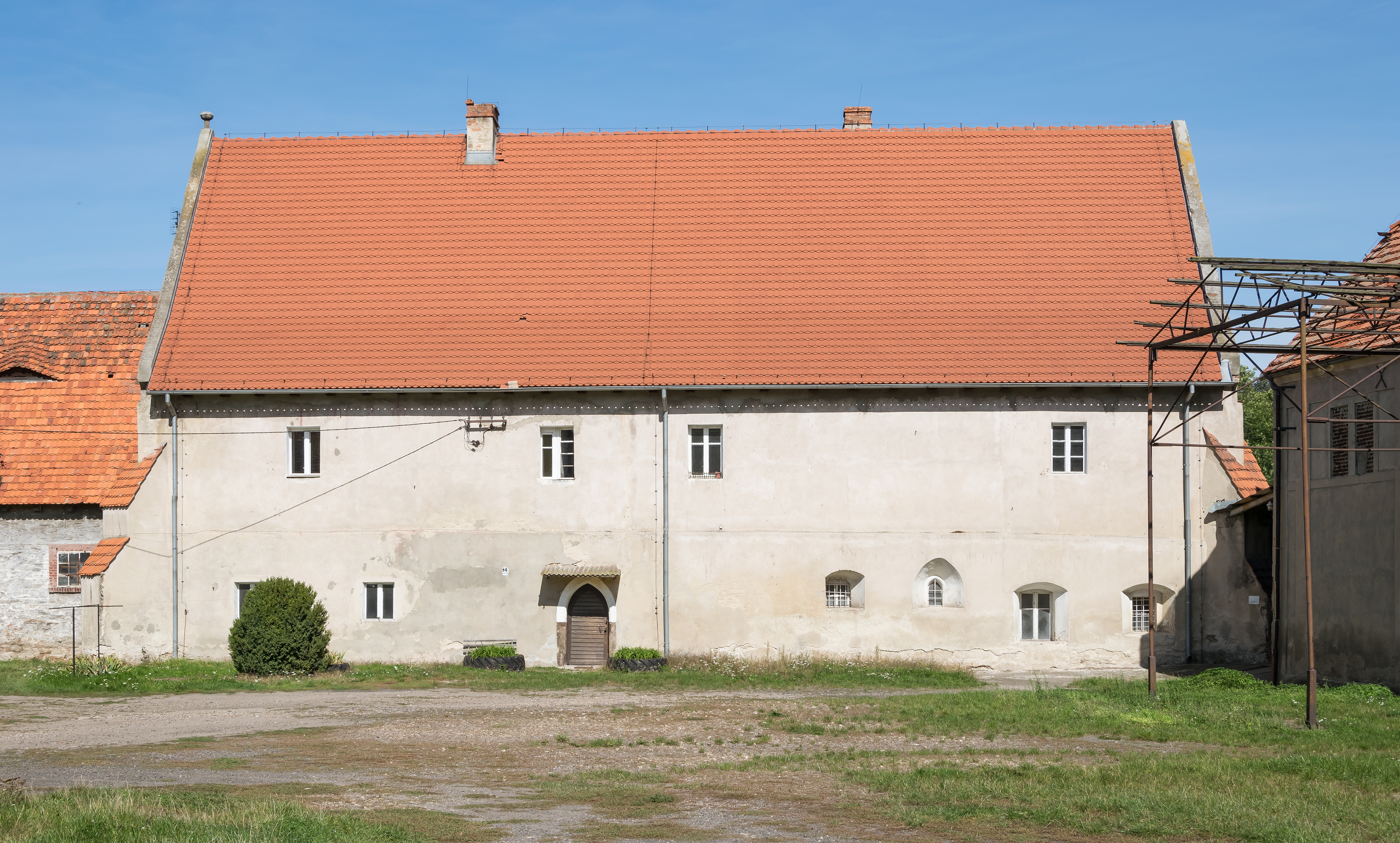
Dom czeladzi w Henrykowie

Czeladź – kategoria ludności wiejskiej będąca na odpłatnej służbie, nie tylko na zamku, we dworze, w gospodarstwie rolnym u bogatego kmiecia, ale także towarzysząca swoim panom w czasie wypraw wojennych.
Czeladź rekrutowana była głównie z potomków komorników, chałupników, zagrodników oraz tzw. ludzi luźnych i mieszkała najczęściej w czworakach (po uwłaszczeniu chłopów).

## Czeladź dworska
Czeladź dworska (służba folwarczna) pracowała dla dworu na folwarku. Zarządzana była przez zwierzchników folwarcznych: ekonomów, zarządców, administratorów, karbowych, a także przez samą szlachtę.
W służbie dworskiej wymienić można  stanowiska: pisarza, rządcy, polowego, łanowego, borowego. Dalej wymienić można oraczy, ratajów i koniarzy, a także szkotaków. Do czeladzi należy zaliczyć stangreta zarządzającego pracą furmanów(fornali). Fornale zajmowali się pracą sprzężajną - od orki po zwózkę.
Część czeladzi zajmowała się wypasem. W zależności od gatunku zwierząt pasterze dzielili się na poszczególne kategorie: starszy parobek, owczarz, świniarki, źrebięciarz, cielęciarek, a wreszcie chodak (średniak), czyli chłopczyk do pasania, i odgadzina, czyli dziewczyna pilnująca drobiu. Dziewki w służbie dworskiej, zwykle zarządzane przez dziedziczkę, zajmowały się praniem, gotowaniem, pracą w ogrodzie, a także opieką nad drobnymi zwierzętami .
Łącznie średnio dworska czeladź mogła liczyć około dwudziestu osób. 

Oprócz czeladzi dworskiej stałej byli też robotnicy sezonowi, zwani bandosami. 